# Boston Blackie Booked on Suspicion
Boston Blackie Booked on Suspicion é um filme estadunidense de 1945 dirigido por Arthur Dreifuss. É o oitavo dos 14 filmes da série Boston Blackie, estrelado por Chester Morris para  a Columbia Pictures.

## Elenco
- Chester Morris como Boston Blackie[1]
- Lynn Merrick como Constance Gloria Mannard/Gloria Higgins[1]
- Richard Lane como Inspetor Farraday[1]
- Frank Sully como Sargento Matthews[1]
- Steve Cochran como Jack Higgins[1]
- George E. Stone como The Runt[1]
- Lloyd Corrigan como Arthur Manleder[1]